# Kudung
Kudung is een bestuurslaag in het regentschap Lingga van de provincie Riau-archipel, Indonesië. Kudung telt 786 inwoners (volkstelling 2010).